# Llenguatge musical
L'expressió llenguatge musical respon a les següents accepcions:
- A voltes s'empra com a sinònim d'estil musical referit al d'un compositor individualment.
- És el conjunt d'elements que articulen el discurs musical i permeten que la música pugui ser considerada un llenguatge.
- És una assignatura que s'imparteix en els conservatoris i que té per continguts principals els que figuren al segon significat.
- És el llenguatge que fan servir els músics per entendre la partitura.

Aquesta expressió té el seu corresponent en altres llengües peninsulars (possiblement per una coincidència en els currículums escolars) i en francès -en la qual està especialment instaurada- però força menys en altres llengües de l'entorn cultural proper.

## Llenguatge musical com a estil musical
Hom pot parlar d'estil referit a una època, una cultura, un grup de persones (compositors, per exemple), i -en el cas més concret- hom es pot referir a l'estil musical que es reflecteix en les obres d'una única persona. En aquest cas, a vegades, i com a expressió equivalent, es pot fer referència al llenguatge musical d'un determinat compositor.

## Llenguatge musical i música com a llenguatge
El llenguatge musical és el conjunt de signes sonors i escrits que permeten la comunicació a través de la música. El llenguatge musical és per a la música allò que la gramàtica i el vocabulari són per a una llengua.
Si bé ja en el segle xvii hi ha exemples de com la forma musical a vegades s'organitza prenent com a base patrons manllevats de la retòrica, la metàfora de prendre la música com un llenguatge i d'analitzar-la basant-se en elements com la frase o els efectes de «pregunta - resposta» prenen força sobretot a partir del segle xviii. Més tard, l'expressió llenguatge musical agafa especial volada a França (langage musical).
La metàfora de la música com a llenguatge inclou perfectament elements de la comunicació -inherent al llenguatge- com són la font, l'emissor, el receptor, el missatge, etc. però esdevé més problemàtica en fer-n'hi encaixar altres com la funció, el referent o el significat.
Entre els elements que intervenen en l'articulació d'un discurs musical que pugui ser entès pel receptor i que es consideren part del llenguatge musical s'hi inclouen el ritme, la mètrica, la melodia, la tonalitat, l'harmonia, el contrapunt i la forma musical, algunes d'elles de forma més central que altres. No s'hi acostumen a incloure, en canvi, elements com la instrumentació.
A voltes, el concepte de llenguatge musical, emprat en aquesta segona accepció, es veu dràsticament i alarmantment reduït a elements de notació musical, com si allò que fes de la música un llenguatge fossin són els elements gràfics.

## L'assignatura llenguatge musical
Després que algunes centres d'educació musical haguessin començat a fer servir aquesta expressió, de manera extraoficial, ja des de la dècada de 1980 com a mínim, el canvi de currículum dels ensenyaments de conservatori que va representar la promulgació de la LOGSE va comportar la supressió de l'assignatura de solfeig i teoria que s'havia impartit fins llavors per una nova assignatura que s'implantava en aquells moments. La LOE ha mantingut aquesta assignatura que es continua impartint als conservatoris. Una assignatura amb idèntic nom i continguts semblants també s'imparteix, des de llavors, a moltes escoles de música.
Els seus objectius es poden resumir en la comprensió de la música, del discurs musical, de les seves regles i lleis internes, i la utilització d'aquestes per a la creació. Aquesta comprensió s'aplica tant a la música que es llegeix en partitura, competència que s'adquireix mitjanant el treball de la lectura musical i del solfeig, i de l'escolta, a través del treball d'audició.
En la mesura en què aquesta assignatura inclou continguts bàsics de formes musicals, harmonia, contrapunt i fins i tot d'història de la música malgrat que es pugui objectar que estrictament això no forma part del llenguatge musical, aquesta assignatura assenta les bases d'altres assignatures que es cursen posteriorment i que versen de manera específica sobre aquests aspectes.
Aquesta assignatura s'imparteix en els quatre primers cursos del grau mitjà. És habitual que formi part, també, de tots els cursos previs al grau mitjà.
Posteriorment també ha esdevingut una assignatura del batxillerat d'arts, opció 'música' i un dels blocs de continguts presents a l'educació secundària obligatoria
Més enllà, però, del que estableixen els decrets i -fins i tot desgranant el que diuen aquests decrets- s'observa que entre les diferents persones que estan implicades en la definició d'aquest camp del saber musical entès coma 'llenguatge musical' hi ha una preocupant manca d'unanimitat tant de concepte com límits.